# Transports de l’agglomération de Montpellier
Das Unternehmen Transports de l’agglomération de Montpellier (TaM) ist eine Aktiengesellschaft, die den Öffentlichen Personennahverkehr (ÖPNV) in der französischen Stadt Montpellier und deren Vororten betreibt. Bis zum Jahr 2000 trug sie den Namen Société montpelliéraine de transport urbain (SMTU). Hauptaktionärin ist die Stadt Montpellier.

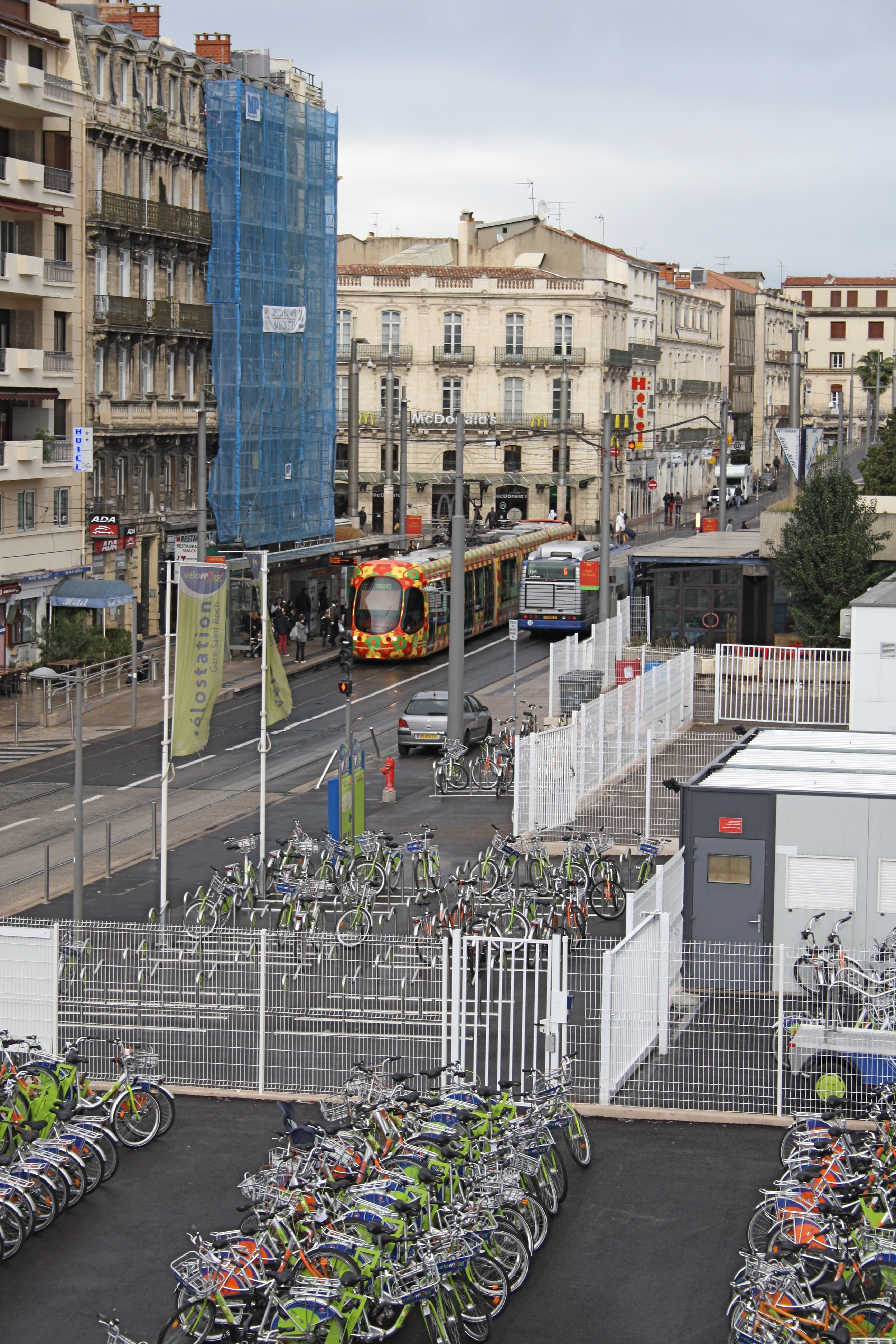
Straßenbahn, Bus und Fahrradverleih am Bahnhof Montpellier-Saint-Roch

Der Betrieb des ÖPNV wurde 1968 auf die private Compagnie des transports montpelliérains (CTM) übertragen, die stationären Anlagen blieben im Eigentum der Stadt. Es verkehrten nur Busse, der Straßenbahnbetrieb war bereits 1949 eingestellt worden. 1978 gingen Material und Betriebsführung für den Zeitraum von 30 Jahren auf die SMTU über, an der die Stadt die Mehrheit der Aktien hielt. 1982 wurde das Transportangebot auf den Distrikt Montpellier ausgeweitet, einen Zusammenschluss von derzeit zwölf Kommunen. Im Jahr darauf übernahm die SMTU den Schulbusverkehr.

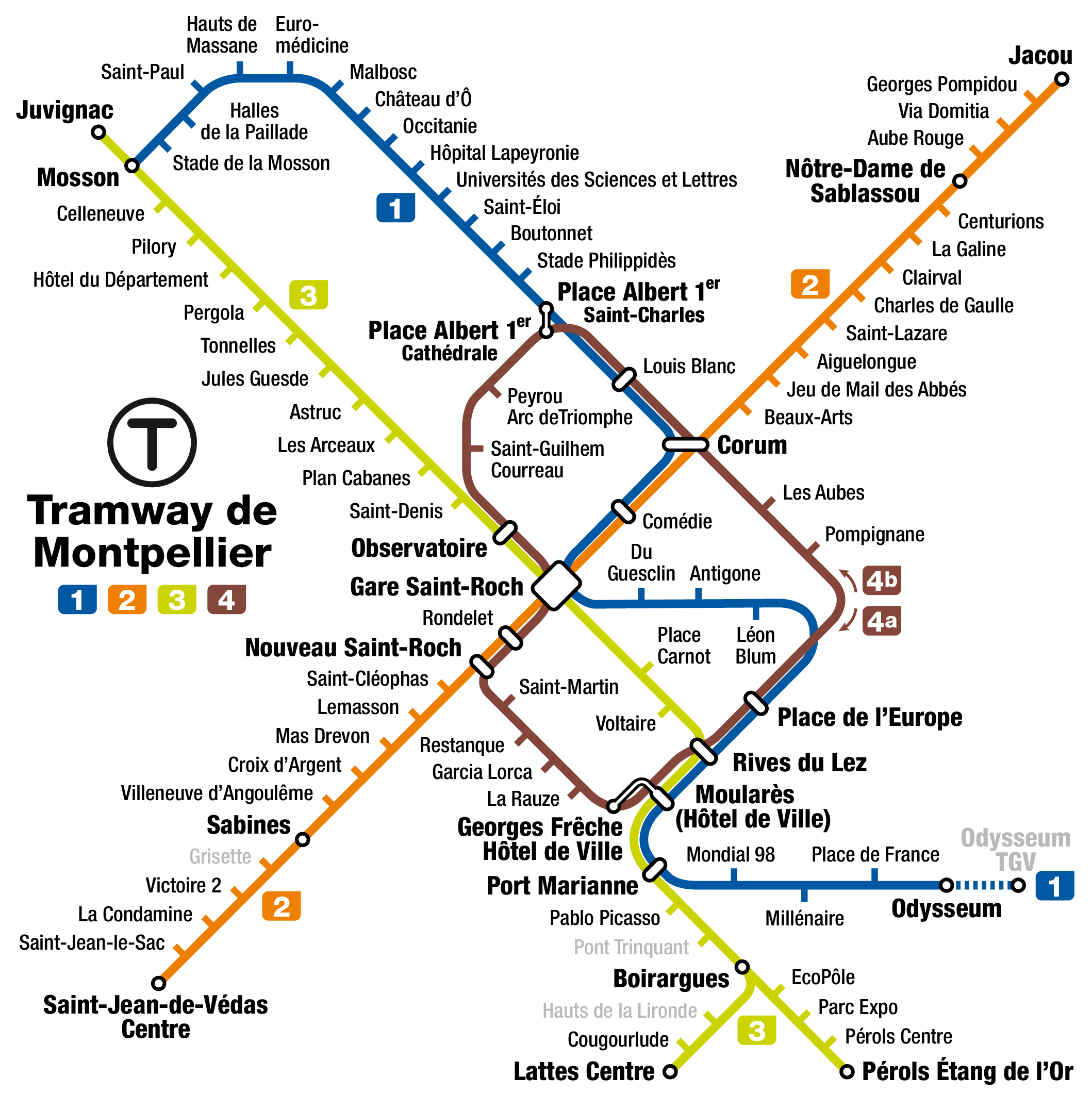
Straßenbahnnetz der TaM

Zwischen 1979 und 1993 verdreifachte sich die Länge des Streckennetzes. Es wurden spezielle Nachtlinien eingerichtet und das Stadtzentrum mit Kleinbussen bedient. In den 1990er Jahren begann der Bau der neuen Straßenbahn. Zudem verwaltete die SMTU seit 1988 den Busbahnhof auf dem überdachten Bahnhof der Staatsbahn (seit 2005: Gare de Montpellier-Saint-Roch) und verlieh seit 1992 unter dem Namen Vill’à vélo Fahrräder.
Im Jahr 2000 wurde die SMTU in TAM (heute: TaM) umbenannt und die Linie 1 der Straßenbahn Montpellier eröffnet. 2006 kamen eine zweite, 2012 eine dritte und eine vierte Linie hinzu. Mitte der 2000er Jahre begann eine Kooperation mit dem Unternehmen Transdev. Der Fahrradverleih wurde 2007 zu Vélomagg.
Das Busnetz der TaM umfasste im Jahr 2016 36 Linien. Am 21. Dezember 2023 wurde der Pass Gratuité auf dem Verkehrsnetz der Agglomeration Montpellier eingeführt. Dieser Ausweis, der zur kostenlosen Nutzung aller Verkehrsmittel des Stadtverkehrs berechtigt, kann von den Bewohnern der Stadt und 30 anliegender Gemeinden erworben werden. Nach Dunkerque ist Montpellier damit die zweite größere französische Stadt, die – allerdings nur für Einheimische – einen Nulltarif eingeführt hat.